# Apácatorna
Apácatorna es un pueblo ubicado en el distrito de Devecser, en el condado de Veszprém, Hungría.

## Superficie
Posee una superficie de 7,290 kilómetros cuadrados.

## Demografía
Hasta 2019 la población era de 137 habitantes, con una densidad de población de 18,79 habitantes por kilómetro cuadrado.